# 比奥勒
比奥勒（法語：Biol，法語發音：[bjɔl]），又称比约勒，是法国伊泽尔省的一个市镇，属于拉图尔迪潘区。

## 地理
比奥勒（45°29'30"N, 5°23'7"E）面积15.51 平方千米，位于法国奥弗涅-罗讷-阿尔卑斯大区伊泽尔省，该省份为法国东南部内陆省份，北起顺时针与安省、萨瓦省、上阿尔卑斯省、德龙省、阿尔代什省、卢瓦尔省和罗讷省。
与比奥勒接壤的市镇（或旧市镇、城区）包括：叙雪、托尔舍弗隆、贝尔蒙、沙托维兰、杜瓦桑、埃克洛斯-巴迪尼耶尔、蒙特勒韦。

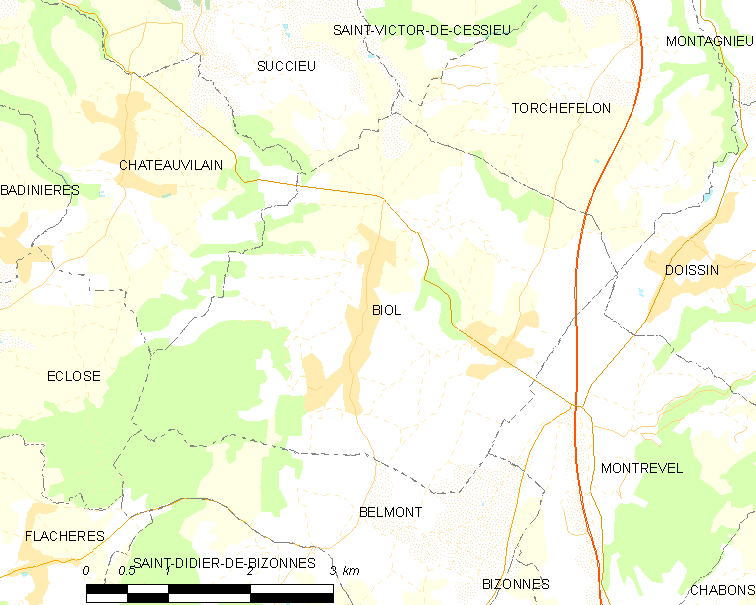
比奥勒的OSM定位图

比奥勒的时区为UTC+01:00、UTC+02:00（夏令时）。

## 行政
比奥勒的邮政编码为38690，INSEE市镇编码为38044。

## 政治
比奥勒所属的省级选区为大朗斯县。

## 人口

1962-2008年间比奥勒人口变化图示

比奥勒于2022年1月1日时的人口数量为1536人。